# Amerikanische Bilderbuchliteratur

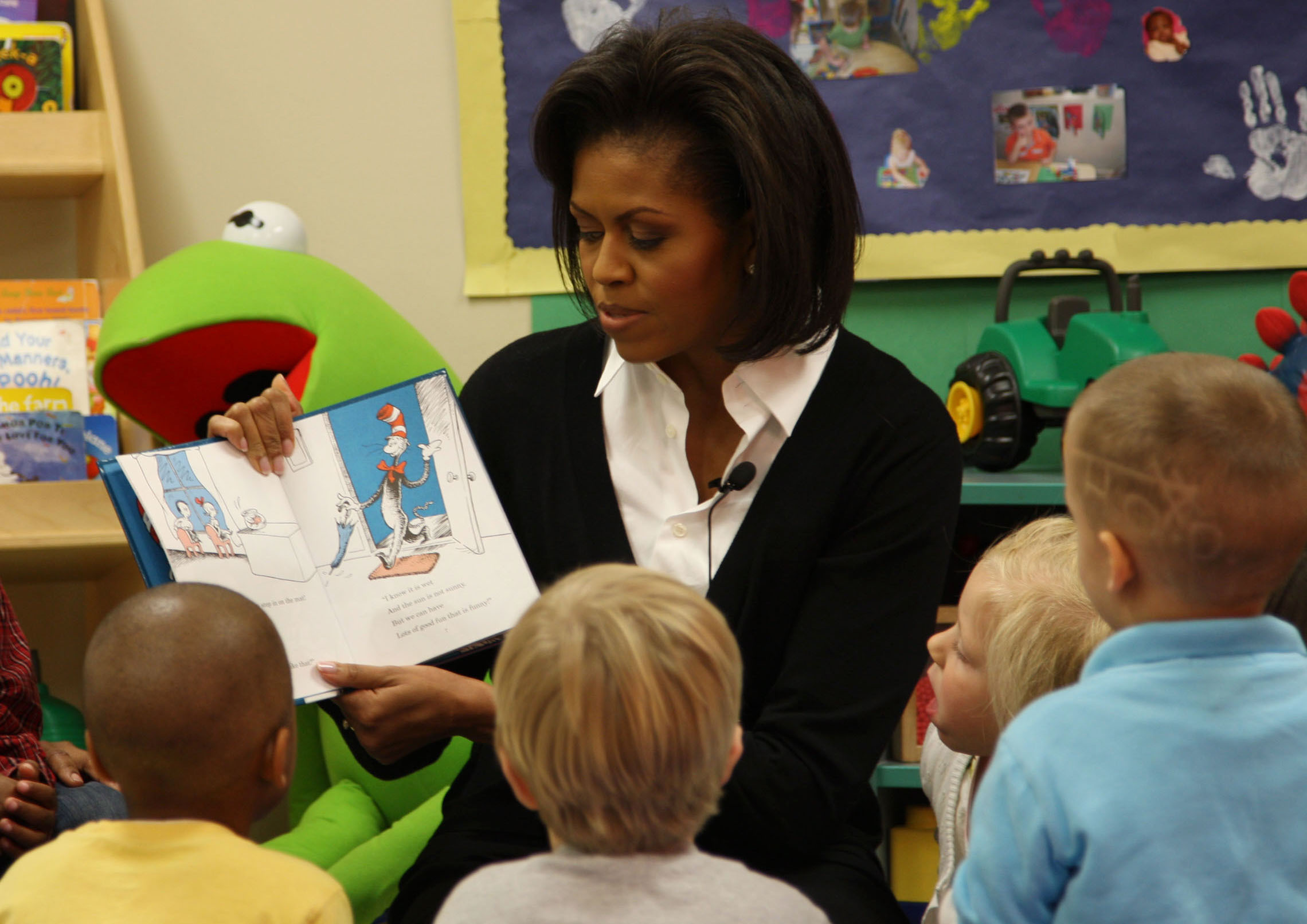
Michelle Obama liest aus The Cat in the Hat von Dr. Seuss vor (2009).

Die amerikanische Bilderbuchliteratur ist Teil der amerikanischen Kinder- und Jugendliteratur und an Kinder im Kleinkind- und Vorschulalter sowie an Leseanfänger adressiert.
Die ersten Bilderbücher entstanden in den Vereinigten Staaten an der Wende zum 20. Jahrhundert aus der Kinderfolklore. Bedeutende Aufschwünge erlebte die Bilderbuchliteratur in den 1930er und in den 1960er Jahren. In den 1930er Jahren waren es Fortschritte in der industriellen Buchherstellung, die der Produktion von Bilderbüchern entgegenkamen; in den 1960er Jahren erzeugte der Babyboom einen nie dagewesenen Bedarf. Günstig für die Ausbreitung der Bilderbuchliteratur waren auch die 1970er Jahre mit ihrem verstärkten Interesse an der Früherziehung.
Die American Library Association zeichnet überragende Neuerscheinungen auf dem Bilderbuchmarkt seit 1938 alljährlich mit ihrer Caldecott Medal aus.

## Geschichte der amerikanischen Bilderbuchliteratur

### Mündliche Überlieferung und Kinderfolklore
Wie überall in der Welt ging auch in den Vereinigten Staaten der Entstehung einer gedruckten Kinder- und Jugendliteratur eine reiche Tradition der mündlichen Überlieferung bzw. der Kinderfolklore voraus. Zu den Beständen dieser Tradition zählen u. a. Wiegen- und Kinderlieder, Playground Songs, Kinder-, Hickelkasten-, Seilspring-, Klatschspiel- und Abzählreime, Kinderrätsel, Scherzfragen, Fabeln, Sagen, Legenden, Märchen und Balladen. Weite Teile dieser Überlieferung sind erhalten geblieben und erfreuen sich in den USA bis in die Gegenwart größter Beliebtheit, wie z. B. die meist unter dem Titel „Mother Goose“ zusammengefassten Kinderreime, die mehrheitlich aus Großbritannien stammen, vereinzelt jedoch auch erst in den Vereinigten Staaten entstanden sind.

### Anfänge
Eine Pionierin des Bilderbuchs war die Schriftstellerin und Malerin Blanche McManus (1870–1929), die in den letzten Jahren des 19. Jahrhunderts u. a. die Bände The True Mother Goose (1895), The Voyage of the Mayflower und How the Dutch came to Manhattan (beide 1897) veröffentlichte. Hohe Popularität erlangte der von Blanche F. Wright illustrierte Kinderreim-Band The Real Mother Goose (1916), der später immer wieder neu aufgelegt wurde. Eine Spitzenauflage erreichte das Buch 1989 mit 3,6 Mio. Exemplaren. Nach dem Ende des Ersten Weltkrieges erschienen einige beliebte Vorlesebücher, darunter Arthur Scott Baileys Gutenachtgeschichten (Sleepy-Time Tales, Tuck-Me-In Tales, Slumber-Town Tales) und Johnny Gruelles Geschichten um die Puppe Raggedy Ann. Olaf Baker veröffentlichte 1915 seine Indianergeschichte Where the Buffaloes Begin, für die er 1982 postum mit einer Caldecott Honor ausgezeichnet wurde. Ein Beispiel für die frühe phantastische Kinderliteratur ist Margery Williams’ (1881–1944) Bilderbuch The Velveteen Rabbit (1922), dessen Held ein Stoffkaninchen ist, das durch die Liebe eines kleinen Jungen zu Leben erweckt wird.

### 1930–1945
Obwohl Kinderbücher schon immer illustriert waren, führten Fortschritte in der industriellen Buchherstellung in den 1930er Jahren zu einem vermehrten Erscheinen von Bilderbüchern. Das Genre setzte sich in dieser Zeit so sehr durch, dass die American Library Association herausragende Arbeiten von 1938 an einen speziellen Bilderbuchpreis, der Caldecott Medal, auszeichnete. Zu den bekanntesten Bilderbuchautoren der Zeit vor dem Zweiten Weltkrieg zählt der aus Österreich und Deutschland stammende, aber in die USA ausgewanderte Schriftsteller und Illustrator Ludwig Bemelmans (1898–1962), der 1939 mit der Publikation seiner Madeline-Bücher begann. Die Episoden dieser Bilderbuchserie, die von einem kleinen Mädchen in Paris handeln, wurden mehrfach verfilmt und sind in den USA so populär, dass auch über Bemelmans’ Tod hinaus immer neue Bände erschienen sind. Ebenfalls sehr erfolgreich war das von einem unbekannten Autor unter dem Pseudonym Watty Piper veröffentlichte Bilderbuch The Little Engine That Could, das mit seiner optimistischen Botschaft von einigen Kritikern als Metapher für den American Dream charakterisiert worden ist. Weitere namhafte amerikanische Bilderbuchautoren der 1930er und frühen 1940er Jahre sind Thomas Handforth (1897–1948), Dorothy P. Lathrop (1891–1980), Maud (1890–1971) und Miska Petersham (1888–1960), Margery Williams Bianco (1881–1944), Munro Leaf (1905–1976), Clare Turlay Newberry (1903–1970), Robert McCloskey (1914–2003), Virginia Lee Burton (1909–1968); Lee Kingman, Elizabeth Orton Jones (1910–2005), Margaret Wise Brown (1910–1952) und Wanda Gág (1893–1946).
Der New Yorker Verlag Simon & Schuster begann 1942, unter dem Namen „Little Golden Books“ eine Serie preiswerter kleiner Bilderbücher von Autoren herauszubringen, die zumeist wenig bekannt waren. Bereits der achte Band der Serie, The Poky Little Puppy von Janette Sebring Lowrey, war ein Sensationserfolg und wurde bis heute in fast 15 Millionen Exemplaren verkauft. Auch die übrigen Bände der bis heute erscheinenden Serie erreichten häufig Millionenauflagen.
Dorothy Kunhardt (1901–1979) brachte mit Pat the Bunny 1940 erstmals ein Touch and Feel Book, ein Anfass- und Fühlbuch für Kleinkinder heraus, das neben Bildern und Text auch haptische Elemente wie Pelz und Sandpapier enthielt und bereits im Jahr der Erstveröffentlichung in 7,5 Mio. Exemplaren verkauft wurde. Ein weiterer Bestseller der Zeit war Feodor Rojankovskys illustrierte Sammlung von Vorlesegeschichten  The Tall Book of Nursery Tales (1944).

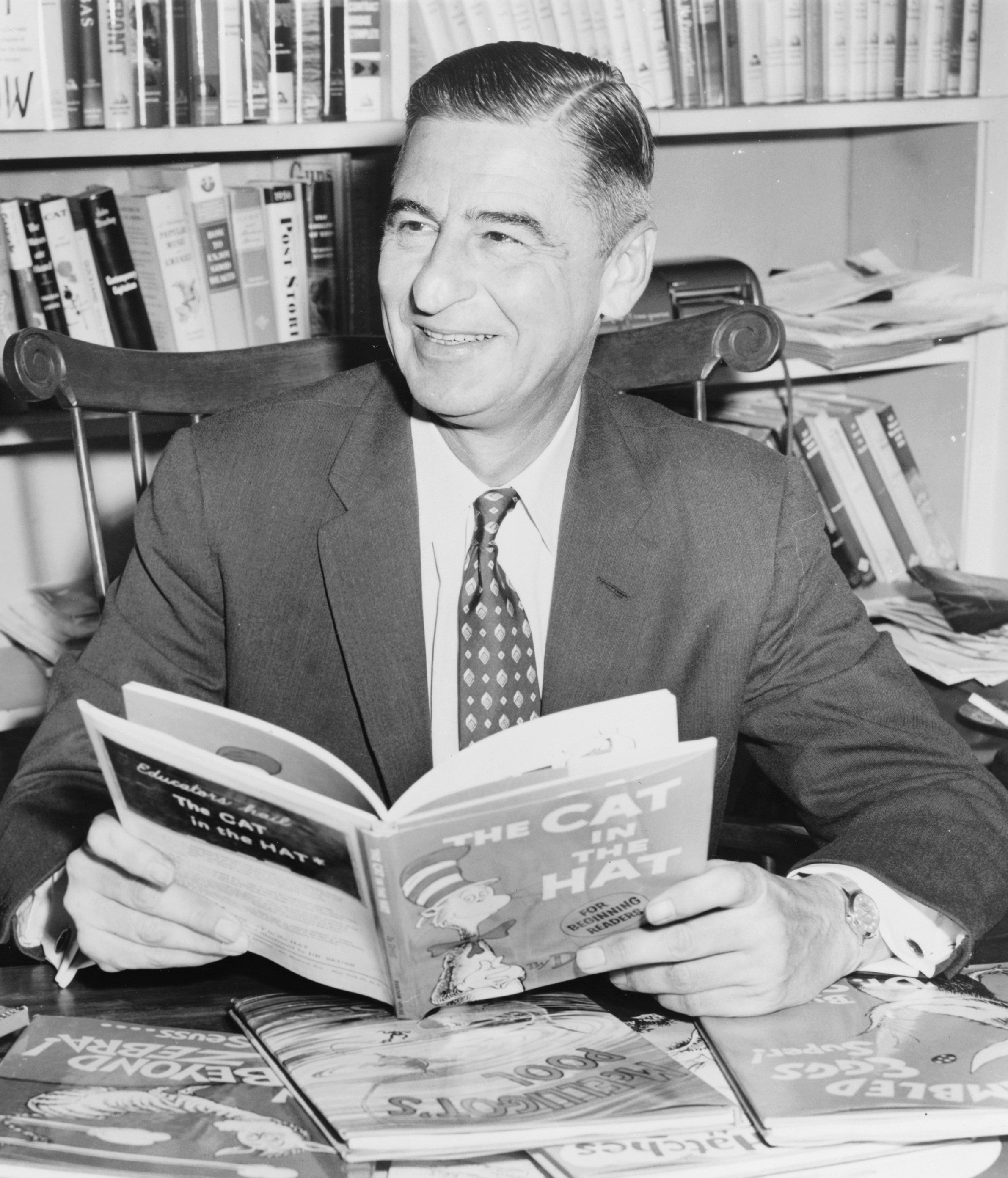
Ted Geisel (1904–1991) alias „Dr. Seuss“

Einer der bis heute beliebtesten amerikanischen Kinderbuchautoren ist der Cartoonzeichner und Schriftsteller Theodor Seuss Geisel, der seine phantasievollen und bizarren Arbeiten seit 1937 unter dem Pseudonym Dr. Seuss veröffentlichte. Viele davon – wie Horton Hatches the Egg (1940), The Cat in the Hat (1957), Yertle the Turtle and Other Stories, The Cat in the Hat Comes Back (beide 1958), Happy Birthday to You! (1959), One Fish, Two Fish, Red Fish, Blue Fish, Dr. Seuss’s ABC und Green Eggs and Ham (alle drei 1960) – erreichten auf Anhieb Millionenauflagen. Dem deutschsprachigen Publikum sind die in Reimen geschriebenen und in ihrem Sprachwitz schwer übersetzbaren Geschichten vor allem durch Film-Adaptionen wie Die 5000 Finger des Dr. T., Der Grinch, Ein Kater macht Theater und Horton hört ein Hu! bekannt geworden. In den USA verdanken sie ihre Popularität auch der Tatsache, dass sie trotz ihres hohen literarischen Anspruchs selbst von Leseanfängern schon bewältigt werden können. Das Buch The Cat in the Hat z. B. verdankt seine Entstehung dem Experiment des Autors, eine reizvolle literarische Arbeit zu schaffen, die vollständig auf einem Repertoire von 223 einfachsten Wörtern (sog. Sichtwörtern) basiert.
Das Werk von „Dr. Seuss“ hatte starken Einfluss auf einige jüngere Autoren wie P. D. Eastman (1909–1986; Go, Dog, Go!, 1961), Peggy Parish (1927–1988; Amelia Bedelia-Serie 1963–1988) und Roy McKie (The Riddle Book, 1978).

### 1945–1960
Opal Wheeler errang 1946 mit ihrer Sammlung geistlicher Lieder Sing in Praise: A Collection of the Best Loved Hymns eine Caldecott Honor.
Das beliebteste Genre in der Bilderbuchliteratur der Nachkriegszeit und der 1950er Jahre waren Tiergeschichten. Zu den Autoren, die in dieser Zeit mit einer Caldecott Medal ausgezeichnet wurden, gehören Nicholas Mordvinoff (1911–1973), dessen Fabel Finders Keepers (1951) von zwei streitenden Hunden handelte. Lynd Wards (1905–1985) Preisträgerbuch The Biggest Bear (1952) erzählt die Geschichte einer Jägerfamilie, und John Langstaffs (1920–2005) Frog Went A-Courtin (1955) war die bebilderte Version eines englischen Volksliedes, in dem ein Frosch um die Gunst einer Maus wirbt. Millionenauflagen hatten Kathryn Jacksons Bücher Saggy Baggy Elephant (1947) und Tawny Scrawny Lion (1952), P. D. Eastmans (1909–1986) Vogelwaisen-Geschichte Are You My Mother? und Robert Lopshires Put Me in the Zoo (beide 1960). Weitere Tierbilderbücher schrieben Bill Martin Jun. (1916–2004), Al Graham, Louise Seaman Bechtel (1894–1985), Esther Brann (1899–1998), William Lipkind (1904–1977), Lavinia R. Davis, Fritz Eichenberg (1901–1990), Abe Birnbaum (* 1899), Miriam Schlein (ca. 1926–2004), Eve Titus und Don Freeman (1908–1978).
Andere Bilderbuch-Bestseller der Zeit waren Gertrude Cramptons (* 1905) Arbeiten Tootle (1945) und Scuffy the Tugboat (1946), Oliver Butterworths (1915–1990) The Enormous Egg (1956), Mike McClintocks A Fly Went By (1958) und Joan Walsh Anglunds Love Is a Special Way of Feeling (1960). In künstlerischer Hinsicht ragten jedoch vor allem die Arbeiten von Marcia Brown (1918–2015) heraus, die in ihren Bilderbüchern häufig Märchen nacherzählte. Brown war die erste Autorin, deren Arbeiten dreimal mit der Caldecott Medal ausgezeichnet wurden. Weitere preisgekrönte Bilderbuchautoren der späten 1940er und der 1950er Jahre waren Marjorie Flack (1897–1958), Georges Schreiber (1904–1977), Kurt Wiese (1887–1974), Phyllis McGinley (1905–1978), Elizabeth Olds (1896–1991), Gene Zion (1913–1975), Ruth (1899–1999) und Latrobe Caroll (1894–1996), Ruth Krauss (1901–1993), Antonio Frasconi (1919–2013), Benjamin Elkin, Clara Ingram Judson (1879–1960), Sesyle Joslin, Janice May Udry (* 1928), Marie Hall Ets (1895–1984) und Barbara Cooney (1917–2000).
Besonders viele der von der ALA mit einer Caldecott Medal oder mit der Caldecott Honor ausgezeichneten Bilderbücher hatten ein Thema aus der Natur, wie z. B. Alvin Tresselts (* 1916) White Snow, Bright Snow (1947) und Alice E. Goudeys Houses from the Sea (1959). Ein weiteres Naturbilderbuch war A Tree is Nice (1956) von Marc Simont.
Ein Bestseller der unmittelbaren Nachkriegszeit war Charles Tazewells (1900–1972) bereits 1939 entstandenes Weihnachts-Bilderbuch The Littlest Angel (1946), das die Geschichte eines kleinen Engels erzählt, der von Gott vor allen anderen Engeln ausgezeichnet wird. Andere Bücher hatten ethnische Themen, darunter Song of the Swallows (1949), dessen aus einer italienischen Familie stammende Künstler Leo Politi (1908–1996) für diese Arbeit mit einer Caldecott Medal ausgezeichnet wurde. Das Bilderbuch erzählt alltägliche Ereignisse rund um die spanisch-kalifornische Missionskirche von San Juan Capistrano. Eine Caldecott Medal errang Nicolas Sidjakovs (* 1924) Bilderbuch Baboushka and the Three Kings (1960), das eine russische Sage nacherzählt. Ein Bestseller wurde die seit 1955 publizierte Eloise-Bilderbuchreihe von Kay Thompson (1908–1998), die einen neuen Typ von selbstbewusstem Großstadtkind in die Kleinmädchenliteratur einführte.

### 1960er Jahre
In den 1960er Jahren erschienen Bilderbücher für Kleinkinder erstmals in großer Zahl. In Millionenauflagen kamen die Arbeiten von Richard Scarry (1919–1994) und von Jan Pfloog heraus. Ein Bestseller wurde auch Eve Wittes Fühlbuch The Touch Me Book (1961). Weitere erfolgreiche Kleinkinderbücher dieser Zeit waren Gyo Fujikawas (1908–1998) Band Babies (1963) und Don Freemans Teddybärengeschichte Corderoy (1968), die so stark nachgefragt war, dass später zahlreiche Nachfolgebände entstanden.

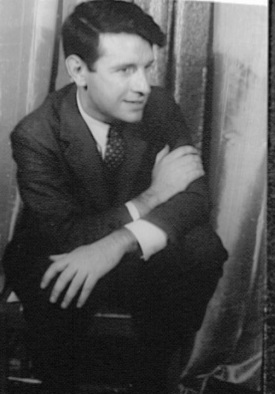
Beni Montresor (1926–2001), Autor von May I Bring a Friend?

Zu den namhaftesten amerikanischen Bilderbuchautoren und -illustratoren der 1960er Jahre zählt Maurice Sendak (1928–2012), dessen Caldecott Medal-Buch Wo die wilden Kerle wohnen (1963) ein Bestseller war und der im Laufe seiner weiteren Karriere so hochrangige Kinderbuchpreise wie den Hans Christian Andersen Preis für Illustration, den National Book Award, die Laura Ingalls Wilder Medal und den Astrid-Lindgren-Gedächtnis-Preis errang. Künstlerisch ambitioniert waren auch die Arbeiten von Beni Montresor (May I Bring a Friend?, 1964), Nonny Hogrogian (* 1932; Always Room for One More, 1965), Evaline Ness (1911–1986; Sam, Bangs, and Moonshine; 1966), Mary Stolz (1920–2006), Juliet Kepes (1919–1979), Sorche Nic Leodhas (1898–1969), Julian Scheer, Harve Zemach, Janina Domanska (ca. 1913–2008), William Sleator (1945–2011) und Uri Shulevitz (* 1935).
Einige Bilderbuchserien der 1960er Jahre waren in den USA so erfolgreich, dass sie später zu Fernseh-Animationsserien fortentwickelt wurden. Darunter befinden sich Stan (1923–2005) und Jan Berenstains (1923–2012) The Berenstain Bears-Bücher, Else H. Minariks (* 1920) Little Bear’s-Bücher und Norman Bridwells (* 1928) Clifford the Big Red Dog-Bücher. Weitere erfolgreiche Bilderbuchautoren und -illustrationen der Zeit waren Eloise Wilkin (1904–1987), Mary Alice Fontenot (1910–2003), Shel Silverstein (1930–1999), Warren Chappell (1904–1991), Hilary Knight (* 1926), Michael Brown (*ca. 1920), Jack Kent (1920–1985), Edna Mitchell Preston und Bernard Waber (* 1924).
Eine Auflage von fast 2 Millionen erreichte auch das didaktische Bilderbuch Never Talk to Strangers (1967) von Irma Joyce, das Vorschulkinder zur Vorsicht gegenüber Fremden anzuhalten versuchte.
Auch Naturthemen waren in den 1960er Jahren für Klein- und Vorschulkinder weiterhin aktuell, wie das Beispiel des Caldecott Medal-Bilderbuches The Snowy Day (1962) von Ezra Jack Keats (1916–1983) zeigt.

### 1970er Jahre
Das in den 1960er Jahren entstandene Interesse an Lese- und Bildungsmaterialien für Klein- und Vorschulkinder setzte sich in den 1970er Jahren fort. 1969 hatte der Bildungssender National Educational Television (1970 durch PBS ersetzt) mit der Produktion und Ausstrahlung des Vorschul-Fernsehprogramms Sesame Street begonnen. Bücher zu dieser Serie – wie Grover and the Everything in the Whole Wide World Museum (1974), Grover’s Hide & Seek (1976) und Big Bird’s Color Game (1980) – erreichten bis in die 1980er Jahre hinein Millionenauflagen.
Äußerst populär waren auch die Baby-Fotobilderbücher von Judy und Phoebe Dunn (The Little Duck, 1976 u. a.), die didaktischen Kleinkindbücher von Katherine Howard (My First Picture Dictionary, 1978;  Do You Know Colors?, 1979; I Can Count to 100 & Can You?, 1979) und die Arbeiten von Harry McNaught (500 Words to Grow On, 1973; Animal Babies, 1977; The Truck Book, 1978). Weitere erfolgreiche Kleinkinderbücher stammen von Leonard Baskin (1922–2000; Hosie’s Alphabet, 1972), Frank Asch (* 1946; Popcorn – A Frank Asch Bear Story, 1979), Donald Crews (* 1938; Truck, 1980) und Aurelius Battaglia.
Zu einem der wichtigsten Kinderbücher mit christlicher Thematik zählte in den 1960er Jahren Ed und Barbara Emberleys Caldecott Honor-Buch One Wide River to Cross (1966), das die Geschichte der Arche Noah nacherzählte.
Mehrere Bilderbücher erzählten afrikanische Geschichten, wie The Village of Round and Square Houses (1964) von Ann Grifalconi (1929–2020), Why the Sun and the Moon Live in the Sky (1968) von Elphinstone Dayrell und Blair Lent (* 1930) und A Story a Story (1970) von Gail E. Haley (* 1939). In Brinton Turkles (* 1915) Buch Thy Friend, Obadiah (1969) geht es um die Erlebnisse eines Quäker-Jungen in Massachusetts. Von Afrika berichten die Bilderbücher Jambo Means Hello: A Swahili Alphabet Book (1974; von Muriel Feelings, *1938) und Why Mosquitoes Buzz in People’s Ears (1975; von Verna Aardema, 1911–2000).
Der kommerziell erfolgreichste Bilderbuchautor der 1970er Jahre war der im deutschsprachigen Raum wenig bekannte Illustrator Mercer Mayer (* 1943). Bereits sein 1968 erschienenes Nachtangst-Buch There is a Nightmare in My Closet war in den USA sehr beliebt. 1975 folgte Mayers Little Critter-Serie und 1977 eine weitere Serie, Little Monsters, die beide auf freundliche Weise mit dem Gruseln spielten und deren einzelne Bände bis 1994 27 Mal in den Bestsellerlisten erschienen.
Weitere Bilderbücher, die in den 1970er Jahren Millionenauflagen erreichten, waren The Night Before Christmas (1975, von Clement Clarke Moore, 1779–1863, und Douglas Gorsline, 1913–1985) und die beiden Dinosaurier-Bücher Dinosaurs (1977, von Peter Zallinger) und Danny and the Dinosaur (1978, von Syd Hoff). Erfolgreich waren auch die Arbeiten von Robert Kraus (1925–2001), Lois Utz (1932–1986), Robbie Branscum (1937–1997), Steven Kellogg (* 1941), und von Marc Brown (* 1946), der 1976 mit der Veröffentlichung seiner Arthur-Geschichten begann, die so populär wurden, dass PBS von 1996 an eine auf den Büchern basierende Fernseh-Animationsserie (Erdferkel Arthur und seine Freunde) ausstrahlte.
Mit der renommierten Caldecott Medal ausgezeichnet wurden u. a. die Rumpelstilzchen-Adaption Duffy and the Devil (1973; von Harve und Margot Zemach, 1931–1989), The Amazing Bone (1976; von William Steig, 1907–2003), der alttestamentliche Cartoon ohne Worte Noah’s Ark (1977; von Peter Spier, *1927) und A House is a House for Me (1978; von Mary Ann Hoberman). Andere künstlerisch interessante Arbeiten stammen von Cheli Durán Ryan, Carol Fenner (1929–2002), Susan Jeffers (*ca. 1940), Tomie dePaola (* 1934; Strega Nona-Serie), M. B. Goffstein, Mary Ann Hoberman (* 1930), Ilse Plume (* 1968), Joseph Low (1911–2007), Molly Bang (* 1943), Suse MacDonald (* 1940) und Rachel Isadora (* 1953)
.
Rebecca Caudills (1899–1985) Bilderbuch A Pocketful of Cricket (1972) erzählt von der Freundschaft eines Jungen zu einer Grille. Mit der Caldecott Honor wurde 1976 Beverly Brodsky McDermotts Bilderbuch The Golem: A Jewish Legend ausgezeichnet, das die Verfolgung der Juden im Prag des 16. Jahrhunderts zum Thema hatte. Byrd Baylors Bilderbuch The Way to Start a Day (1978) bot Kindern einen bunten Bilderbogen mit Impressionen, auf welche Weise Menschen in aller Welt die Morgensonne begrüßen. Eine Reihe weiterer Bilderbücher hat die Kultur der Indianer und der Eskimos Alaskas zum Thema, wie die preisgekrönten Werke Annie and the Old One (197; von Miska Miles, 1899–1986), Julie of the Wolves (1972; von Jean Craighead George, *1919), Arrow to the Sun (1974; von Gerald McDermott, *1941) und The Girl Who Loved Wild Horses (1978; von Paul Goble, *1930).
Ein Bestseller der 1970er Jahre war Judith Viorsts (* 1931) Bilderbuch Alexander and the Terrible, Horrible, No Good, Very Bad Day (1972), das die Tag eines kleinen Jungen beschreibt, der am Morgen mit dem verkehrten Fuß zuerst aufgestanden ist. Der Phantastik ist Donald Barthelmes (1931–1989) mit dem National Book Award ausgezeichnetes Bilderbuch The Slightly Irregular Fire Engine or The Hithering, Thithering Djinn (1971) zuzurechnen.

### 1980er Jahre
Kommerziell äußerst erfolgreich waren die Kleinkinderbücher der Sandra Boynton (* 1953), wie der Tierband Moo Baa La La La und das Gutenachtbuch The Going to Bed Book (beide 1982). Seit 1980 publizierte Eric Hills seine Bücher über den Hund Spot (seit 1980); die Spot-Bände waren Lift-the-flap-Bücher, Kartonbücher mit beweglichen Klappen, unter denen sich zusätzliche Illustrationen befinden, ein Bilderbuchtyp, der in den USA bis heute sehr populär und sehr weit verbreitet ist. Weitere Kleinkinderbuch-Bestseller der Zeit stammen von Audean Johnson, Joan Phillips, Lars Wik, Steve Shevett und Jane Dyer. Millionenauflagen erreichten die Wee Sing-Liederbücher, die der (heute der Penguin-Gruppe zugehörige) Verlage Price Stern Sloan in den späten 1980er Jahren veröffentlichte.
Die Dichterin Nancy Willard (* 1936) veröffentlichte 1981 das Bilderbuch A Visit to William Blake’s Inn, das in Versen eine Reihe von Ereignissen in einem historischen Gasthaus schildert und das als einziges Werk in der amerikanischen Literaturgeschichte sowohl die Caldecott Medal als auch die Newbery Medal gewann. Ein noch weitaus bekannterer Caldecott Medal-Träger ist Chris Van Allsburg (* 1949), dessen 1982 erschienenes Buch Jumanji 1995 mit Robin Williams verfilmt wurde. Verfilmt wurden auch Van Allsburgs 1985 publizierte Weihnachtsgeschichte, Polarexpress, und sein 2002 veröffentlichtes, an Jumanji angelehntes Buch Zathura.

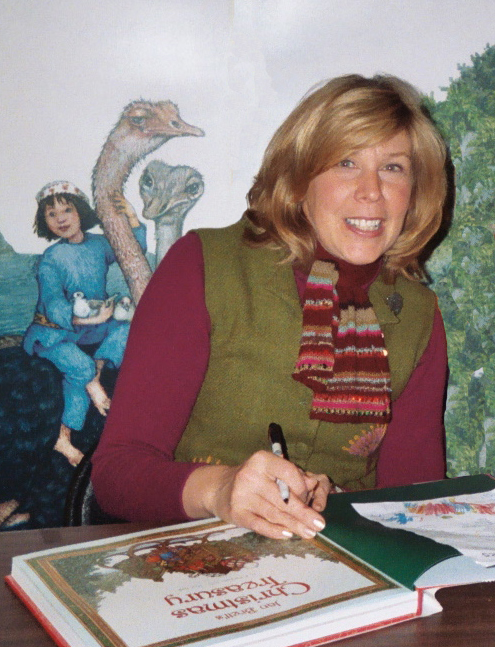
Jan Brett (* 1949), Autorin von The Mitten

Vier weitere namhafte Bilderbuchillustratoren traten in den 1980er Jahren erstmals in Erscheinung: Das Künstlerehepaar Audrey und Don Wood, das einen sehr charakteristischen, farbenprächtigen und an witzigen Details übervollen Illustrationsstil entwickelte, veröffentlichte 1984 den Bestseller The Napping House über Komplikationen, die eintreten, als ein Kind sich mit der Großmutter zum Mittagsschläfchen hinlegt. Audrey und Don Woods 1985 publiziertes Bilderbuch King Bidgood’s in the Bathtub erhielt eine Caldecott Honor. Paul O. Zelinsky (* 1953) schrieb und illustrierte preisgekrönte Bilderbücher wie Hansel and Gretel (1984), Rumpelstilzkin (1986), The Wheels on the Bus (1990), Swamp Angel (1995) und Rapunzel (1997). Extrem aufwändig sind die Illustrationen in den Arbeiten der Künstlerin Jan Brett gestaltet, z. B. The Mitten: An Ukrainian Folktale (1989), Town Mouse, Country Mouse (1994) und The Umbrella (2004).
Weitere interessante Bilderbücher der Zeit stammen von James Cross Giblin (* 1933), Winifred Barnum (* 1946), Ann Jonas (* 1932), Nancy Tafuri, Rika Lesser (* 1953), Aliki Brandenberg (* 1929), Helen Lester (* 1936), James Marshall (1942–1992) und Jon Scieszka (* 1954). Kommerziell erfolgreich waren die Arbeiten von Judi und Ron Barrett, Laura Numeroff, Deborah Hautzig, Esphyr Slobodkina (1908–2002), Robert Munsch (* 1945), die Max & Martha-Serie von Danielle Steel und die Magic Charm-Serie von Elizabeth Koda-Callan.
Trina Schart Hyman (1939–2004) und Margaret Hodges (1911–2005) veröffentlichten 1984 ihr Bilderbuch Saint George and the Dragon, das die Legende vom Heiligen Georg nacherzählte und die Caldecott Medal gewann. Bestseller waren die für Kleinkinder illustrierte Krippengeschichte The Christmas Story (1986) von Ruth J. Morehead und Kenneth N. Taylors Vorlesebuch My First Bible In Pictures (1989). Eine jüdische Legende erzählt das Bilderbuch Hershel and the Hanukkah Goblins (1989) von Eric A. Kimmel (* 1946).
John Steptoe (1950–1989) veröffentlichte 1987 sein Bilderbuch Mufaro’s Beautiful Daughters: An African Tale, das ein afrikanisches Märchen um zwei ungleiche Schwestern nacherzählt. Aus dem afroamerikanischen Leben berichtete das Bilderbuch Mirandy and Brother Wind (1988; von Patricia C. McKissack, *1944). Einige bemerkenswerte und preisgekrönte Bilderbücher erzählten Geschichten aus fremden Ländern, wie The Talking Eggs: A Folktale from the American South (1989; Südamerika) von Robert D. San Soucis (* 1946), The Boy of the Three-Year Nap (1988; Japan) von Diane Snyder, The Emperor and the Kite (1988; China) von Jane Yolen (* 1939) und Lon Po Po: A Red-Riding Hood Story from China (1989; China) von Ed Young (* 1931).
Alice (1918–2018) und Martin Provensens (1916–1987) Caldecott-Bilderbuch The Glorious Flight (1987) berichtet von Louis Blériots Pionierflug über den Ärmelkanal im Jahr 1909.
Karen Ackerman (* 1951) und Stephen Gammell (* 1943) veröffentlichten 1988 ihr Caldecott-Bilderbuch Song and Dance Man über einen musikalischen Großvater. Das Bilderbuch A Chair for My Mother (1982) von Vera B. Williams (1927–2015) erzählt die Geschichte einer hart arbeitenden Kellnerin, deren kleine Tochter Geld spart, um für die Mutter einen bequemen Sessel zum Ausruhen kaufen zu können. In Lesléa Newmans (* 1955) unkonventionellem Bilderbuch Heather Has Two Mommies (1989) geht es um ein Mädchen, das mit zwei lesbischen Müttern aufwächst.

### 1990er Jahre
Das auf dem amerikanischen Buchmarkt erfolgreichste Kleinkinderbuch der 1990er Jahre war der von Dorling Kindersley 1997 erstmals aufgelegte Band My First ABC Board Book, dem bald ähnliche Bücher wie My First ABC Board Book und My First Animal Book (beide 1998) folgten. Andere Bestseller waren Matthew Van Fleets Fühlbuch Kuschelgelbe Enten (1995), das Bauernhof-Lift-the-Flap-Buch Open the Barn Door von Christopher Santoro und zwei 1992 erschienene Liederbücher aus der „Little Golden Books“-Reihe: Super Songs with Silly Sounds und Kids Songs with Crazy Sounds. Eine Millionenauflage erreichte 1992 das The Cheerios Play Book von Lee Wade, das Klein- und Vorschulkinder zu mathematisch-propädeutischen Spielen mit Cheerios, einem bei amerikanischen Familien sehr verbreiteten Frühstücksgetreideprodukt, anzuregen versucht.
1990 veröffentlichte die Illustratorin Lois Ehlert (* 1934), deren künstlerisches Markenzeichen farbenprächtige, mit raffiniert-einfachen Mitteln gestaltete Collagen sind, ihr Buch Color Zoo, das mit einer Caldecott Honor ausgezeichnet wurde. Ähnlich farbenfroh gestaltet ist Denise Flemings (* 1950) Buch In the Small, Small Pond (1993) über das Leben in einem Teich und Jennifer Wards (* 1963) Buch Somewhere In the Ocean (2000) über Tiernachwuchs im Meer.
Preisgekrönte amerikanischen Bilderbuchautoren und -illustratoren der 1990er Jahre sind Emily Arnold McCully (* 1939; Mirette on the High Wire, 1992), Chris Raschka (* 1959; Yo! Yes?, 1993; The Hello, Goodbye Window, 2005), Eric Rohmann (* 1957; Time Flies, 1994; My Friend Rabbit, 2002), Peggy Rathmann (* 1953; Officer Buckle and Gloria, 1995), Leo (* 1933) und Diane Dillon (* 1933; To Every Thing There Is a Season, 1998), Mary Azarian (* 1940; Snowflake Bentley, 1998), Judith St. George und David Small (* 1945; So You Want to Be President?, 2000).
Eine faszinierende eigene Bilderwelt bieten die Arbeiten des Künstlers Peter Sís (* 1949), in denen sich häufig die transkulturelle Erfahrung des Autors widerspiegelt; während eines Arbeitsaufenthaltes in den USA 1984 entschloss sich Sís, nicht in seine Heimat, die Tschechoslowakei, zurückzukehren. Für sein Buch Starry Messenger: Galileo Galilei (1996) wurde er mit einer Caldecott Honor ausgezeichnet. Ebenfalls 1996 erregte David Pelletier Aufsehen, weil er mit The Graphic Alphabet erstmals ein Bilderbuch veröffentlichte, das auf professionelle Weise die aktuellen Möglichkeiten der Computergrafik ausschöpfte. Weitere künstlerisch interessante Bilderbücher stammen von Anne Isaacs (* 1949), Janet Stevens (* 1953), Lloyd Moss, Stephen T. Johnson, David Shannon (* 1960), Sarah Stewart, Jerry Pinkney (1939–2021), Doreen Cronin und Ian Falconer (1959–2023).

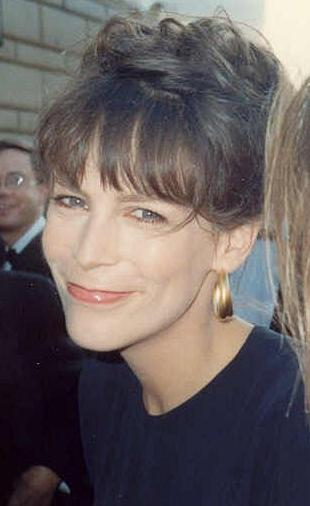
Jamie Lee Curtis (* 1958), Autorin von Today I Feel Silly

1994 veröffentlichte Audrey Penn ihr Buch The Kissing Hand (1994), das von der alltäglichen Trennung eines Waschbärkindes von seiner Mutter handelt und das in vielen amerikanischen Familien mit Day-Care-Kindern und Schulanfängern seitdem eine Lieblingslektüre ist. In den 1990er Jahren begann auch die Schauspielerin Jamie Lee Curtis, eine Reihe ambitionierter Bilderbücher zu veröffentlichen. Zu ihren populärsten Arbeiten gehören die Adoptionsgeschichte Tell Me Again About the Night I Was Born (1996), das Gefühle-Buch Today I Feel Silly: And Other Moods That Make My Day (1998), das Buch über Selbstbeherrschung, It’s Hard to Be Five (2004), und das Kinder-Sorgen-Buch Is There Really a Human Race? (2006). Weitere bekannte und erfolgreiche Bilderbuchautoren der 1990er Jahre sind Janell Cannon (* 1957; Stellaluna, 1993), Irene Dische (* 1952; Esterházy, 1994), Jan Wahl (* 1933), Vivian Walsh (* 1960), Elise Primavera (* 1955), Devin Scillian (* 1963), Seymour Simon (1931), Timothy D. Bellavia (* 1971) und Debra Frasier (1953).
Eine der originellsten Bilderbuch-Künstlerinnen der jüngeren Zeit ist Joan Steiner, die 1999 ihr erstes Look-Alike-Buch publizierte (weitere folgten), einen fotografierten Bildband mit Ansichten von Räumen, Gebäuden und Landschaften, die aus witzig zweckentfremdeten Alltagsgegenständen im Modellformat künstlich erschaffen wurden. Ein noch größeres Publikum erreichen die seit 1992 erscheinenden I Spy-Bücher von Jean Marzollo mit Stillleben aus zahllosen kleinen Objekten, von denen der Betrachter bestimmte einzelne suchen und finden soll.
David Wisniewski (1953–2002) legte mit seinem Caldecott-Bilderbuch Golem 1996 eine erneute Bearbeitung der jüdische Sage über den Prager Rabbi Judah Löw und seinem Golem vor. Ein weiterer Beitrag zur jüdisch-amerikanischen Kinderliteratur ist das Bilderbuch Something from Nothing (1992) von Phoebe Gilman (1940–2002) über eine Babydecke, die für ihren heranwachsende Besitzer erst in eine Jacke, dann in eine Weste, eine Krawatte und schließlich einen bezogenen Knopf umgeschneidert wird. Dieselbe jüdische Volkserzählung liegt auch dem Bilderbuch Joseph Had a Little Overcoat (1999) zugrunde, mit dem Simms Taback (1932–2011) eine Caldecott Medal errang. Neben weiteren erfolgreichen Arbeiten, die keinen direkten Bezug zur jüdischen Kultur haben (wie There Was an Old Lady Who Swallowed a Fly, 1997), schrieb und illustrierte Taback auch das an jüdischem Witz reiche Bilderbuch Kibitzers and Fools (2005).
Afroamerikanische Themen gewannen in den 1990er Jahren in der amerikanischen Kinderliteratur breiteren Raum als jemals zuvor. Preisgekrönte Bilderbücher der Zeit waren Faith Ringgolds (1930–2024) Tar Beach (1991) über ein kleines schwarzes Mädchen, das vom Fliegen träumt, Sherley Anne Williams’ (1944–1999) Working Cotton (1992) über wandernde Baumwollarbeiter, Julius Lesters (* 1939) John Henry (1994) über einen mythischen amerikanischen Volkshelden und Walter Dean Myers’ (* 1937) Harlem (1997) über Schicksale der Einwohner des New Yorker Stadtteils. Andrea Davis Pinkney (* 1963) veröffentlichte 1999 ihre viel beachtete Bilderbuch-Biografie über Duke Ellington. Für Diskussionen innerhalb der schwarzen Community sorgte 1997 Carolivia Herrons (* 1947) Bilderbuch Nappy Hair über ein kleines schwarzes Mädchen, das wissen will, was gut daran sein soll, Kraushaar zu haben.
Mit einer Caldecott Medal wurde Allen Says (* 1937) Bilderbuch Grandfather’s Journey (1993) über die Konflikte eines japanisch-amerikanischen Migranten ausgezeichnet. Say schrieb und illustrierte viele weitere Bücher, in deren Mittelpunkt Japaner oder japanische Amerikaner stehen, wie The Ink-Keeper’s Apprentice (1994), Emma’s Rug (1996) und Tea With Milk (1999).
Eine viel gelesene chinesisch-amerikanische Autorin ist Amy Tan (* 1952), die 1994 ihr Bilderbuch Sagwa, the Chinese Siamese Cat über die Abenteuer einer Siamkatze im China der Kaiserzeit veröffentlichte; PBS adaptierte die Episoden 2001 als Zeichentrick-Fernsehserie. Eine Geschichte aus Thailand erzählt Minfong Hos (* 1951) Bilderbuch Hush! A Thai Lullaby (1996). In modernen Indien ist die Handlung von Ned Shanks (1956–2000) Bilderbuch The Sanyasin’s First Day (1998) über einen wandernden heiligen Mann angesiedelt. Elisa Bartones Bilderbuch Peppe the Lamplighter (1993) berichtet von den Erlebnissen italienischer Einwanderer in New York im frühen 20. Jahrhundert. Viel Beachtung fand das Bilderbuch The Yellow Star: The Legend of King Christian X of Denmark (2000) von Carmen Agra Deedy (* 1960), das den Widerstand der Einwohner Dänemarks gegen die Judenverfolgung im Zweiten Weltkrieg zum Thema hatte.
Patricia Polaccos (* 1944) Bilderbuch Thank You, Mr. Falker (1998) handelt von einer 5-jährigen Schülerin, die ihre Legasthenie zu überwinden sucht. Viele Leser fand auch die Baseball-Bilderbuchgeschichte Zachary’s Ball (2000) von Matt Tavares (* 1975).

### 21. Jahrhundert
Unter den kommerziell erfolgreichsten Kleinkinderbüchern des frühen 21. Jahrhunderts befinden sich Good Night, Sweet Butterflies (2003) von Dawn Bentley und Heather Cahoon und I Already Know I Love You (2004) von Billy Crystal (* 1948) und Elizabeth Sayles. Weitere viel gelesene Arbeiten sind Flowers and Showers: A Spring Counting Book (2006) von Rebecca Fjelland Davis (* 1956) und The Bunnies Are Not In Their Beds (2007) von Marisabina Russo. Eine Caldecott Medal errang Kevin Henkes (* 1960) mit seiner Katzengeschichte Kitten’s First Full Moon (2004).
Die Literatur-Nobelpreisträgerin Toni Morrison (1931–2019), eine der bedeutendsten Vertreterinnen der afroamerikanische Literatur, veröffentlichte 1999 gemeinsam mit ihrem Sohn Slade ihr erstes Kinderbuch, Die Kinderkiste, einen Bilderbuch-Essay über das elterliche (Un-)Verständnis von kindlicher Freiheit. 2002 folgte, mit Illustrationen von Pascal Lemaitre, Das Buch des Bösen und 2003/04 drei kleine Bände mit Fabeln im Stil von Äsop.
Selbst Fans von Morrison beanstanden gelegentlich, dass ihre Bilderbücher – besonders die beiden erstgenannten – für erwachsene Leser eher geeignet seien als für Kinder. Außer Zweifel steht die Eignung für junge Leser bei den Büchern, die im frühen 21. Jahrhundert mit der Caldecott Medal ausgezeichnet worden sind, wie The Man Who Walked Between the Towers (2003) von Mordicai Gerstein und den Arbeiten des äußerst talentierten Schriftstellers und Illustrators David Wiesner (* 1956; Tuesday, 1991; Die drei Schweine, 2001; Strandgut, 2006), die den renommiertesten amerikanischen Bilderbuchpreis gleich mehrfach errangen. Mit einer Caldecott Honor wurden Barbara Kerley (The Dinosaurs of Waterhouse Hawkins, 2001), Peter McCarty (* 1966; Hondo & Fabian, 2002), Margaret Chodos-Irvine (Ella Sarah Gets Dressed, 2003), Mo Willems (* 1968; Don't Let the Pigeon Drive the Bus, 2003; Knuffle Bunny, 2004), Steve Jenkins (* 1952) und Robin Page (* 1943; What Do You Do with a Tail Like This?, 2003), Barbara Lehman (* 1963; The Red Book, 2004), Marjorie Priceman (* 1958; Hot Air: The (Mostly) True Story of the First Hot-Air Balloon Ride, 2005), David McLimans (Gone Wild: An Endangered Animal Alphabet, 2006) und Laura Vaccaro Seeger (First the Egg, 2007) geehrt.
Interessant sind auch die Arbeiten von Tedd Arnold (* 1949; Parts, 2000), Crescent Dragonwagon (* 1952; And Then It Rained…And Then the Sun Came, 2002), Nancy Collisson (* 1959; Mr. Buffy-Serie, seit 2002), Michelle Ferguson-Cohen (Daddy, You’re My Hero!, 2003), Andrea U'Ren (* 1968; Mary Smith, 2003), Jo Kittinger (* 1955; Moving Day, 2004) und Roger Bradfield (* 1924; Pickle-Chiffon Pie, 2004), Jarrett J. Krosoczka (* 1977; Punk Farm, 2005), Adam Rex (* 1973; Frankenstein Makes a Sandwich, 2006) und Cynthia von Buhler (The Cat Who Wouldn’t Come Inside, 2006).
Zu den Bilderbuchbestsellern der Gegenwart zählen zwei Arbeiten von Madonna: The English Roses (illustriert von Jeffrey Fulvimari; 2003) und Mr. Peabody’s Apples (illustriert von Loren Long; 2003). Kommerziell ähnlich erfolgreich sind die Weihnachtsgeschichten santaKid (2004) von James Patterson und Michael Garland und Snowmen at Christmas (2005) von Caralyn und Mark Buehner sowie Doreen Cronins und Betsy Lewins Geschichte um singende Kühe, Dooby Dooby Moo (2006).
Die Dichterin Aileen Fisher (1906–2002) publizierte 2005 ihr Bilderbuch The Story Goes On (2005) über den Lebenszyklus in der Natur. Als Bestseller erwies sich Robert Sabudas Buch Winter’s Tale (2005), ein Pop-up-Buch für junge Kinder, das anstelle herkömmlicher Illustrationen entfaltbare, von Tieren bevölkerte Winterlandschaften aus Papier enthält.
Eine kindgerechte Einführung in die Gedankenwelt des Zen-Buddhismus versucht Jon J. Muth mit seinem Caldecott Honor-Bilderbuch Zen Shorts (2005).

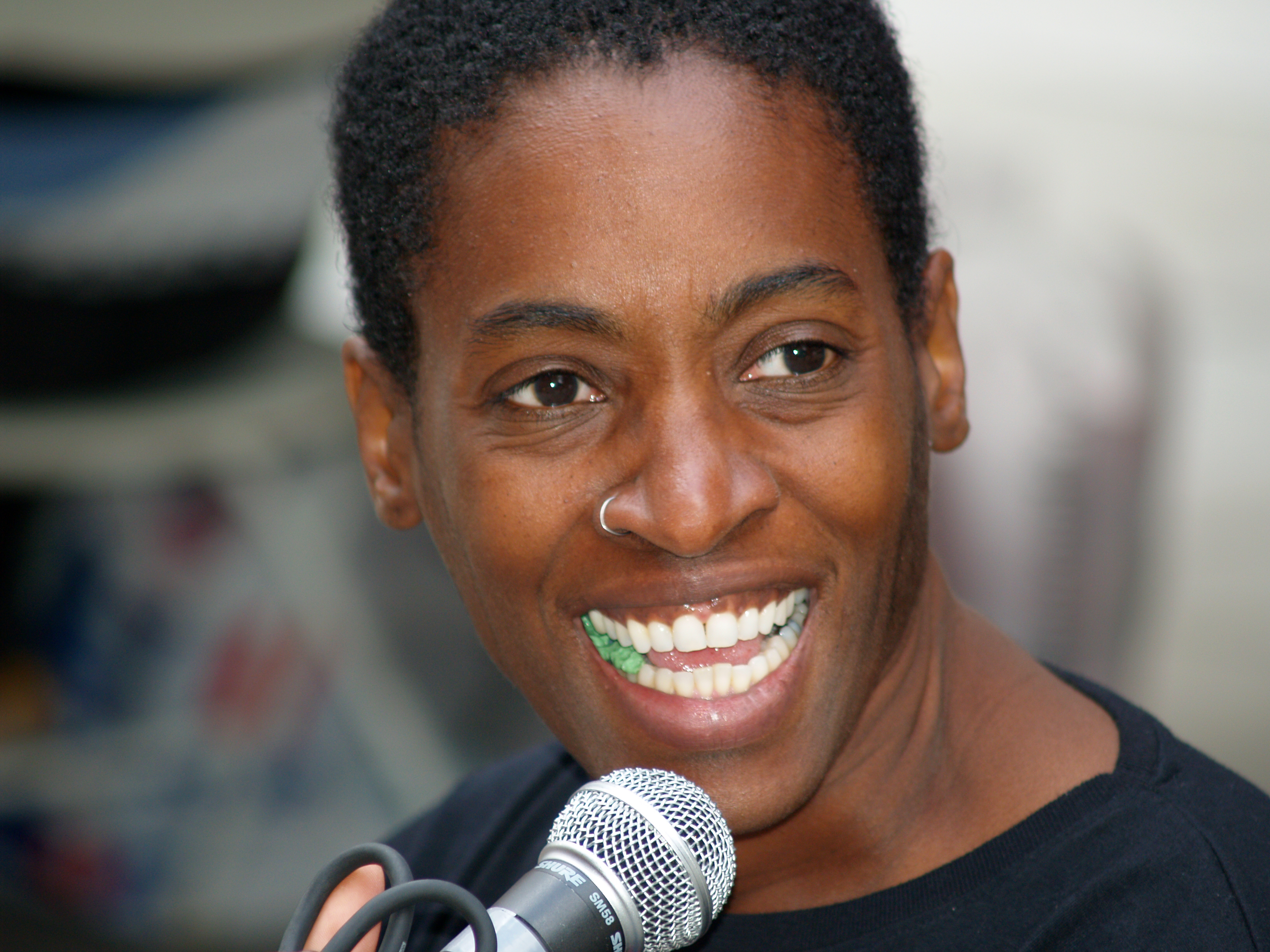
Jacqueline Woodson (* 1963), Autorin des Bilderbuchs Show Way

Von der Underground Railroad berichten die Caldecott Honor-Bilderbücher Moses: When Harriet Tubman Led Her People to Freedom (2006) von Carole Boston Weatherford (* 1936) und Henry’s Freedom Box (2007) von Ellen Levine (* 1939) und Kadir Nelson. Das Bilderbuch Rosa von Nikki Giovanni (* 1943) erzählt eine wichtige Geschichte aus der amerikanischen Bürgerrechtsbewegung. Das Bilderbuch Show Way (2005) von Jacqueline Woodson erzählt von afroamerikanischen Frauenschicksalen quer durch die Geschichte.
Zu den originellsten Kinder-Geschichtsbüchern der letzten Jahre zählt Lane Smiths (* 1959) Bilderbuch John, Paul, George, and Ben (2006) mit erfundenen, aber charakteristischen Episoden aus der Kindheit von vier der berühmtesten Helden der amerikanischen Gründungszeit: John Hancock, Paul Revere, George Washington und Thomas Jefferson.
Ein Bestseller der jüngeren Zeit ist Maria Shrivers (* 1955) und Sandra Speidels Bilderbuch What’s Wrong With Timmy? (2001) über einen geistig behinderten Jungen. Zwei weitere Bücher dieses Autoren-Illustratoren-Teams versuchen, Kindern die Alzheimer-Krankheit (What’s Happening to Grandpa?, 2004) und den Tod (What’s Heaven?, 1999) zu erklären.